# Biografielijst Aq

## Aqu
- Agapito Aquino (1939-2015), Filipijns topman en politicus
- Amy Aquino (1957), Amerikaans actrice
- Bam Aquino (1977), Filipijns senator
- Benigno Aquino jr. (1932-1983), Filipijns senator en oppositieleider
- Benigno Aquino sr. (1894-1947), Filipijns senator en minister
- Benigno Aquino III (1960-2021), president van de Filipijnen (2010-2016)
- Corazon Aquino (1933-2009), president van de Filipijnen (1986-1992)
- Daniel Aquino (1965), Argentijns voetballer
- José Luis Aquino (1974-2007), Mexicaans trompettist
- Kris Aquino (1971), Filipijns actrice en televisiepersoonlijkheid
- Marlou Aquino (1972), Filipijns basketballer
- Michael Aquino (1946), Amerikaans oprichter van de Temple of Set
- Ramon Aquino (1917-1993), Filipijns rechter en opperrechter
- Thomas van Aquino (1225-1274), Italiaans theoloog en filosoof
- Teresa Aquino-Oreta (1944), Filipijns senator
- Daniel Aquino Pintos (1990), Spaans voetballer